# Vicente Olarte Galindo
Vicente Olarte Galindo (m. en Ciudad de Panamá, 13 de marzo de 1868) fue un militar y político colombiano, fue presidente del Estado Soberano de Panamá desde 1866 hasta su repentina muerte en 1868.

## Biografía
Originario de Santander, fue un miembro liberal clave en abril de 1859, cuando estalló una revuelta conservadora que había logrado apoderarse gran parte del Estado, incluyendo la capital Buenaventura. Junto con Eustorgio Salazar, Solón Wilches y Santos Gutiérrez lograron derrotar a los conservadores y hacia el mes de agosto la revuelta fue sofocada.
En 1865, Olarte se encontraba en Panamá donde tuvo que sofocar las fuerzas del expresidente Leonardo Calancha, que buscaban derrocar al presidente Gil Colunje. El 24 de marzo de 1866 nuevamente sofocó otra intentona de golpe dirigido por el militar Luis Level de Goda, con el apoyo de algunos ciudadanos de la zona del arrabal, y que dejó ocho muertos, varios heridos y 107 prisioneros.
Olarte asumió la presidencia del Estado el 1 de octubre de 1866, pero entró en pugna con otros liberales como Pablo Arosemena o su primo, el general Nepomuceno Herrera. También tuvo tensiones con la asamblea, quien intentó disolverlo pero no contaba con el apoyo de sus propios aliados.
En una de sus constantes inspecciones oculares a los pueblos del interior, cayó enfermo en la isla de San Miguel, Archipiélago de las Perlas, y fue conducido de emergencia a la capital donde falleció el 13 de marzo de 1868. Surgieron muchos rumores sobre su muerte, siendo la más conocida el consumo de un guacho de cambombia envenenado durante un festín político. No obstante, la parte médica oficialmente diagnosticó que su muerte fue por fiebre amarilla.